# اوراکل لینوکس
اوراکل لینوکس (به انگلیسی: Oracle Linux) که قبل‌ها با نام Oracle Enterprise Linux شناخته می‌شد یک توزیع لینوکس بر پایهٔ ردهت انترپرایز لینوکس است که بازبسته‌بندی شده و توسط اوارکل تحت پروانه عمومی همگانی گنو (GPL) از اواخر ۲۰۰۶ عرضه می‌شود.
اوراکل لینوکس را می‌توان از طریق خدمات E-delivery اوراکل به رایگان دانلود کرد و آن را می‌توان بدون هزینه‌ای نصب و توزیع نمود.